# Гардман
Гардман (арм. Գարդման), Гардманадзор (арм. Գարդմանաձոր, Гардман + дзор — по-армянски ущелье),  Гирдыман (азерб. Girdıman)  — историческая область в Закавказье. В античный период - один из восьми гаваров ашхара Утик Великой Армении, в раннем средневековье - феодальное владение в Кавказской Албании. Как отмечает российский востоковед Вл. Минорский существовали несколько местностей с названием Гардаман, из которых армянский Гардман лежал на верховьях реки Шамкир. Приблизительно охватывал междуречье рек Шемкир и Зайамчай на территории современного Азербайджана.

## История

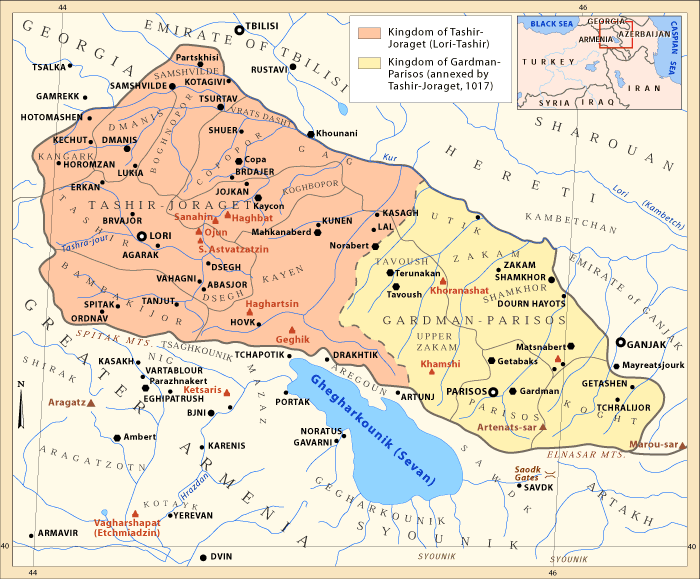
Гардман-Парисосское княжество (жёлтое) в 1017 году, когда оно было присоединено к Лорийскому царству (красное).

Во время правления в Великой Армении династии Аршакуни (66—428 н. э.) Гардман был резиденцией нахараров Утика. Гардман часто называли княжеством — арм. Գարդմանցոց իշխանություն Гардманцоц ишханутюн. Здесь находился торговый город Тигранакерт основанный вероятно Тиграном II Великим.
В 363 году князь Гардмана выходит из повиновения царя Армении и переходит в политическую сферу Албании, однако вскоре армяно-албанская граница была восстановлена по реке Куре, когда эти территории были отвоеваны армянским полководцем Мушегом Мамиконяном. После падения правящей династии в Армении Гардман был захвачен Кавказской Албанией в 387 году.
В VII веке на смену местному армянскому правящему дому Гардмана пришли Михраниды — династия персидского либо парфянского происхождения, которые после этого стали правящей династией в Арране. Гардман упоминается в источнике VII века «Повествование о делах армянских», в разделе посвященной анти-халкидонитской пропаганде.
В 855 году регион был захвачен арабами. Армянские историки неоднократно отмечали наличие двух хорошо известных армянских опорных пунктов в Гардмане, давших отпор арабам. Это Гетабакская крепость (она же — Намердкала, ныне находится в Кедабекском районе Азербайджанской Республики) и некий медный рудник.
В начале X века царь Армении Ашот II присоединил Гардман к своему домену.
В 958 году, в результате объединения двух гаваров (областей) Парисоса(Гардмана) и Когта провинции Арцах, князем Ованесом-Сенекеримом, возникло княжество Гардман (Парисос), в котором стали править Смбатеаны, потомки Арраншахов Хайкидов, правителей царства Шакэ-Камбисена (Кампечан).
В середине 70-х или в начале 80-х годов X-го столетия н. э., в результате объединения двух средневековых армянских княжеств: Парисоса(Гардмана) и Севордика, владевшего Тавушем и Шамкиром(Шамхор),образовалось небольшое Парисосское царство, просуществовавшее до 1004 года, когда оно было захвачено Анийским царём Гагиком I Багратуни.
В 1017 году Гардман и Парисос стали частью Ташир-Дзорагетского (Лорийского) царства.
В 1233 году, в ходе своей победоносной кампании в Армении, монголы взяли также крепость Гардман.
В начале XIII века Гардман был в составе армянского княжества Ваграмянов — младшей ветви князей Закарянов. Племянник Иванэ и Закаре Закарянов, также известный как Закаре, правил областями Тавуш, Парисос и Гардман с центром в крепости Гаг. Начиная с Ваграма Гагеци, сына Закаре, эта ветвь рода стала известна как Ваграмяны.
В Новое время здесь существовало Гардманское меликство. Мелик-Шахназаряны Гардмана принадлежал ветви правящей династии княжества Варанды, а их резиденцией было селение Восканапат (по этой причине меликство часто называют Восканапатским). Территориальные права армянского рода Мелик-Шахназарянов были подтверждены после присоединения Гардмана и прилегающих территорий к Российской империи в начале XIX века.

## Династии
Ниже приведены главные княжеские династии Гардмана и месторасположение их резиденций:
- Мелик-Арустамяны — Барсум
- Мелик-Мовсисяны — Хачакап
- Мелик-Шахназаряны — Восканапат